# قرار مجلس الأمن التابع للأمم المتحدة رقم 966
قرار مجلس الأمن التابع للأمم المتحدة رقم 966، الذي اتخذ بالإجماع في 8 كانون الأول / ديسمبر 1994، بعد إعادة تأكيد القرارات 696 (1991) و868 (1993) وجميع القرارات المتعلقة بأنغولا، ناقش رصد وقف إطلاق النار في البلد ومدد ولاية بعثة الأمم المتحدة الثانية للتحقق في أنغولا حتى 8 شباط / فبراير 1995.
وأكد المجلس من جديد أهمية تنفيذ اتفاق السلام. ورحب بالتوقيع على بروتوكول لوساكا في لوساكا، تنزانيا، في 20 تشرين الثاني / نوفمبر 1994 باعتبارها خطوة هامة نحو المصالحة والسلام في أنغولا. وإذا كان هناك وقف لإطلاق النار، فيمكن توسيع وجود الأمم المتحدة بشكل كبير، ولا يمكن قبول المزيد من التأخير في تنفيذ اتفاقات السلام. وقد أثارت التقارير عن تجدد الاشتباكات في البلد بعد تنفيذ وقف إطلاق النار، القلق في المجلس مما سيكون له آثار على تنفيذ بروتوكول لوساكا والسكان المدنيين وولاية بعثة الأمم المتحدة الثانية للتحقق في أنغولا. تم تذكير جميع الدول بتنفيذ حظر الأسلحة المفروض على يونيتا في القرار 864 (1993).
وقد تم تمديد ولاية بعثة الأمم المتحدة الثانية للتحقق في أنغولا من أجل رصد وقف إطلاق النار المنصوص عليه في بروتوكول لوساكا، مشيدا بحكومة أنغولا ويونيتا لتوقيعه. وسيراقب مجلس الأمن وقف إطلاق النار عن كثب، وسيُطلع الأمين العام بطرس بطرس غالي المجلس على اطلاع في هذا الصدد. ورحب بعزمه، بالاقتران مع القرار 952 (1994)، على إعادة قوة بعثة الأمم المتحدة الثانية للتحقق في أنغولا إلى مستواها السابق، رهنا بالامتثال لوقف إطلاق النار. كما سيتم نشر العاملين في الريف كإجراء لبناء الثقة.
وقد طُلب إلى الأمين العام أن يقدم تقريرا عن عملية جديدة للأمم المتحدة في أنغولا (أصبحت فيما بعد تعرف باسم بعثة الأمم المتحدة الثالثة للتحقق في أنغولا) بهدف استعراض دور الأمم المتحدة بحلول 8 شباط / فبراير 1995. وفي غضون ذلك، تم الترحيب باستئناف عمليات الإغاثة الإنسانية في أنغولا. كان على الأطراف ضمان سلامة العاملين في المجال الإنساني. وأخيراً، كان على الأمين العام إبلاغ المجلس بالتطورات في أنغولا وببرنامج شامل لإزالة الألغام في البلد.
كان القرار 966 آخر قرار يتعلق ببعثة الأمم المتحدة الثانية للتحقق في أنغولا، حيث أنشئت بعثة جديدة لحفظ السلام، هي بعثة الأمم المتحدة الثالثة للتحقق في أنغولا، بموجب القرار 976 في شباط / فبراير 1995.

## روابط خارجية
- نص القرار في undocs.org